# Нови реализам
нови реализам (фр. Nouveau Réalisme), појам који је сковао француски критичар Пјер Рестањи 1960. године (у манифесту истог имена) да окарактерише рад групе умјетника чија је брига била да одговоре на промјењену улогу умјетности у потрошачком друштву „изазивањем” традиционалних умјетничких форми и медија. Рестањијев аргумент је био да штафелајно сликарство одумире и да га мора замијенити „страсна авантура стварног”. 
У октобру 1960. године, један број умјетника, од којих су неки имали везе са галеријом Ирис Клер, формално су потписали Рестањијеве принципе, укључујући Ива Клајна, Жана Тангелија (Jean Tinguely), Армана, Марсијала Реса (Martial Raysse) и Данијела Шперија (Daniel Spoerri). Постојала је бурна расправа о томе да ли треба укључити Реса и Шперија, које су респективно представили Клајн, Арман и Тингели. Сезар и Мимо Ротела нису били на првом састанку, али су се повезали са манифестацијама групе, као и касније Ники д Сан Фал (Niki de Saint Phalle) и Кристо. Рестањи је у идејама групе одмах препознао дуг према дадаизму, посебно Дишану — отуда и назив изложбе коју је организовао у Галерији Жи (Galerie J) у Паризу 1961. године коју је водила његова супруга: „40° audessus de Dada” („40 степени изнад даде”). Име изложбе такође сугерише да је умјетниково ангажовање са његовим материјалом било интензивније од Дишанове хладне небриге (отуђености) према истом. 
Наредне године у галерији Сидни Џанис у Њујорку одржана је још једна репрезентативна изложба под називом „Нови реалисти”. Nouveau Réalisme је прије свега, као поп-арт у Британији и САД, ангажована умјетност у обрачуну са потрошачким друштвом. Његов брз успон у Француској био је још већи изазов традиционалним умјетничким вриједностима него у другим земљама. Франсоа Плушар (François Pluchart) је говорио о „преуређеној концепцији умјетничког дјела, у којој традиција престаје да постоји, престаје да контаминира данашње митологије, престаје да омета почетак нове индустријске цивилизације у којој ће париска школа (École de Paris), са свим њеним импресионистичким и кубистичким нуспроизводима, постати неспособна да се бави својом трговином на мало.” (Умјетност и умјетници, август 1966). Ова идеологија се коначно манифестовала на званичном нивоу у изложбама центра Помпиду, који је, када је отворен 1977., поставио ликовну умјетност уз индустријски дизајн. Овдје постоје паралеле са писањем Ролана Барта, чије је дјело Митологије (1956) такође зацртало непријатне трансформације у француској популарној култури. 